# 熊本県道321号囲砥用線
熊本県道321号囲砥用線（くまもとけんどう321ごう かこいともちせん）は、熊本県上益城郡山都町から下益城郡美里町に至る一般県道である。

## 概要

### 路線データ
- 起点：熊本県上益城郡山都町猿渡（熊本県道219号横野矢部線交点）
- 終点：熊本県下益城郡美里町今（今交差点、国道218号交点）

## 路線状況

### 重複区間
- 熊本県道220号三本松甲佐線（下益城郡美里町川越 - 下益城郡美里町甲佐平）

### 道路施設

#### トンネル
- 高村隧道：延長10 m、下益城郡美里町

## 地理

### 通過する自治体
- 上益城郡山都町
- 下益城郡美里町

### 交差する道路
| 交差する道路                           | 市町村名 | 市町村名 | 交差する場所 | 交差する場所    |
| -------------------------------------- | -------- | -------- | ------------ | --------------- |
| 熊本県道219号横野矢部線                | 上益城郡 | 山都町   | 猿渡         | 起点            |
| 熊本県道220号三本松甲佐線 重複区間起点 | 下益城郡 | 美里町   | 川越         |                 |
| 熊本県道220号三本松甲佐線 重複区間終点 | 下益城郡 | 美里町   | 甲佐平       |                 |
| 国道218号                              | 下益城郡 | 美里町   | 今           | 今交差点 / 終点 |

### 沿線
- 緑川